# Lovorjev gozd
Lovorjev gozd (latinsko Laurissilva) je zimzelena in vedno vlažna vrsta gozda, ki jo najdemo na španskih Kanarskih otokih La Gomera, La Palma, Gran Canaria, El Hierro in Tenerife ter na portugalskih otokih Madeira in Azorih. na nadmorski višini med 500 in 1400 metrov in je torej v ravni subtropskega oblačnega gozda.
Laurisilva je regionalni izraz globalno razširjene rastlinske formacije lovorjevega gozda. To pomeni, da gozdovi podobne oblike obstajajo tudi drugod v podobnih podnebnih razmerah, vendar imajo v podrobnostih drugačno floristično sestavo, predvsem od drugih drevesnih vrst.
Preden so ljudje prispeli na otoke, je bila Laurisilva - po bioklimatskih in geografskih rekonstrukcijah - velika približno 200.000 hektarjev na Azorih, približno 105.000 hektarjev na Kanarskih otokih in 60.000 hektarjev na Madeiri; torej je moralo biti približno 365.000 hektarjev po celotni Makaroneziji. Trenutno je ostalo okoli 40.000 hektarjev, s poudarkom na Madeiri in Gomeri. To je približno 12,5 odstotka prvotne površine. Laurisilva se uporablja v gozdarstvu; le manjši sestoji na oddaljenih lokacijah so še vedno pragozdovi.

## Naravni rezervat
Narodni park Garajonay na La Gomeri (največji nepretrgani lovorjev gozd v Evropi) in lovorjev gozd Laurisilva na Madeiri sta oba na seznamu Unescove svetovne dediščine. Kot prednostni zavarovani habitatni tip 9360 so v okviru Habitatne direktive Evropske unije skoraj vsi ohranjeni sestoji del mreže zavarovanih območij Natura 2000. Evropska unija je izdala navodila za njihovo oskrbo in upravljanje, ki jih morajo potrditi nacionalni organi in bi morala biti podlaga za načrte upravljanja, izdelane za posamezna gozdna območja. Na Azorih je 7 zavarovanih območij s skupno površino 3665 ha, na Madeiri eno območje (Parque Natural da Madeira) z 12.687 ha, na Kanarskih otokih pa 53 območij s skupno površino 6612 ha.

## Lastnosti in lokacije
Makaronezijski lovorjev gozd, imenovan Laurisilva, je vlažen (do hipervlažen), zimzelen gozd ravni oblačnega gozda vulkanskih otoških gora. Ko je nemoten, doseže največjo višino okoli 40 metrov in ima zaprto krošnjo. V neugodnih rastiščnih razmerah, na bolj suhih rastiščih ali na strmih skalnatih pobočjih prehaja v makaroneške skalnate resave, ki so prav tako zavarovan habitatni tip s številnimi endemiti. Raste od približno 500 do 1500 metrov nadmorske višine, običajno v severovzhodni ekspoziciji, prevladujoči smeri pasatov, ki ga oskrbujejo z vlago; zaradi drugačne lege in s tem smeri vetra na Azorih ima le tu raje jugozahodno izpostavljenost in se pojavlja skoraj do morske gladine. Povprečna letna temperatura je okoli 13 do 19 °C, pozebe nikoli ni. Letna količina padavin zaradi dežja doseže 500 do 1500 mm (v hipervlažnih razmerah na Azorih do 3800 mm), poleg tega so zaradi pogoste megle znatne količine vode, tako da gozd skoraj nikoli ne trpi vodne stiske.
Medtem ko je ta rastlinska združba v Evropi izginila v ledenih dobah, v Sredozemlju pa šele v zadnji ledeni dobi, je delno preživela na Makaronezijskih otokih (Kanarski otoki, Madeira in Azori).

## Geografija
Narodni park Garajonay, ki je sredi La Gomere, pokriva okoli 10 odstotkov površine otoka. Njegov ekosistem je od leta 1986 na Unescovem seznamu svetovne dediščine. Gozdovi v parku so lovorjevi gozdovi, ki tu še obstajajo zaradi pomanjkanja ledene dobe. Srce narodnega parka sestavljajo zimzeleni oblačni gozdovi z do dva metra visokimi praprotmi, z dreves visečimi bradastimi lišaji, z mahom poraslimi grčastimi vejami in potoki z nekaj slapovi.
Gozd lovorja Laurisilva na Madeiri še vedno pokriva okoli 20 odstotkov površine otoka in ima torej površino okoli 150 kvadratnih kilometrov. Najdemo jih na severni strani otoka na nadmorski višini med 300 in 1300 metri, na južni strani pa med 700 in 1200 metri nadmorske višine. Njegov ekosistem je od 2. decembra 1999 na Unescovem seznamu svetovne dediščine.

## Rastlinstvo
Štiri rastline lovorja, ki označujejo gozd lovorja in so mu dale ime, so azorski lovor (Laurus azorica, vključno s taksonomsko spornim Laurus novocanariensis), barbusanski lovor (Apollonias barbujana), indijska perseja ali Vinhático (Persea indica) in smrdljivi lovor (Ocotea foetens). Vse štiri vrste so endemične za Makaronezijo (čeprav ima azorski lovor tudi majhno območje razširjenosti v sosednji severozahodni Afriki). Tudi druge drevesne vrste v lovorjevem gozdu imajo podobne oblike listov (so »lovorolistne« (Laurophyllie)), med njimi portugalska lovorolistna češnja (Prunus lusitanica subsp. hixa), Picconia excelsa, Ilex canariensis in Ilex perado subsp. platyphylla, Pleiomeris canariensis in Heberdenia excelsa. Gozdovi so pogosto zelo bogati z drevesnimi vrstami in lahko vsebujejo več kot 20 drevesnih vrst na samo nekaj hektarih.
Lovorjeve gozdove na Azorih je močno prenaselil neofit, ki je podivjal zaradi gojenja, sladki pittosporum (avtohtoni volčin, avstralski sirov les) (Pittosporum undulatum), ki se je hitro razširil in izpodrinil domorodne vrste.
V zavetju, v prazninah v sestojih in v prehodnih sestojih do skalnatih resav je bogat sloj grmovja ali drugi sloj dreves iz nižje rastočih lesnih vrst, med njimi so vrste, kot so drevesna vresa (Erica arborea); Madeirsko vresje (Erica scoparia ssp. maderensis); Madeirska borovnica (Vaccinium maderense), brin cedra (Juniperus cedrus). Myrica faya je prav tako endemična vrsta Makaronezije. Tako kot drevesne resave je razširjena predvsem v skalnatih resavah, pojavlja pa se tudi v lovorjevih gozdovih. Na Havaje so jo konec 19. stoletja prinesli portugalski izseljenci in se je izkazala za problematičnega neofita, ki negativno vpliva na lokalno biotsko raznovrstnost.
V podrastju lovorjevega gozda živi več kot 40 endemičnih vrst ter številni predstavniki z manjšimi pojavi na posebnih legah v zahodnem Sredozemlju. Med številnimi vrstami praproti je korenasta verižna praprot (Woodwardia radicans) največja vrsta z listi, dolgimi do dva metra; zvončnica Canarina canariensis ali kanarski encijan (Ixanthus viscosus).
V fitosociološkem sistemu so lovorjevi gozdovi Madeire in Kanarskih otokov vključeni v razred Pruno lusitanicae-Lauretea azoricae, ki je omejen na otoke. Dejanski gozdovi tvorijo red Pruno-Lauretalia azoricae. Gozdovi lovorja na Kanarskih otokih in večina sestojev Madeire so vključeni v združbo Ixantho viscosae-Laurion azoricae (glede na strukturo, na kateri temelji pristop Natura 2000, se ime uporablja samo za gozdove Kanarskih otokov). Gozdovi lovorja na Azorih tvorijo ločen razred Lauro azoricae-Juniperetea brevifoliae (ki ga Natura 2000 imenuje red Ericetalia azorica).

## Živalstvo
Živalstvo lovorjevih gozdov ima tudi endemične vrste. Posebej značilne so tri vrste golobov: lovorjev golob (Columba junoniae) in Bollejev golob (Columba bollii) na Kanarskih otokih ter srebrovrati golob (Columba trocaz) na Madeiri. Zelo ogroženi azorski kalin (Pyrrhula murina) izvira iz Laurisilve na Azorih.

## Terciarna reliktna hipoteza
Po priljubljeni teoriji so lovorjevi gozdovi, podobni tistim na Kanarskih otokih, v terciarju zaradi toplejšega podnebja obstajali tudi v sredozemski regiji (južna Španija in severna Afrika), kjer so izumrli pred nekaj milijoni let in se umaknili sklerofilnim gozdovom, značilnim za zimske deževne regije. Dokaz za to so vrste, kot so pravi lovor, portugalski češnjev lovor ali verižna praprot, ki se še danes pojavljajo v Sredozemlju, včasih le v drobnih reliktnih nahajališčih  s posebno vlažnostjo. Tako imenovana paleotropska geoflora Evrope je imela več podobnosti z ameriško kot vzhodnoazijsko. Iz Evrope je izginila zaradi vse hladnejšega in bolj suhega podnebja, ki je svoj vrhunec doseglo v ledeni dobi. To potrjuje dejstvo, da imajo gorski lovorjevi gozdovi na Kanarskih otokih manj padavin kot druge lovorjeve gozdne regije na svetu. Vegetacija je tukaj lahko preživela le zaradi dodatne vlage iz megle.
Podrobna študija območij številnih makaronezijskih vrst le delno podpira to tezo: rastlinstvo otokov vključuje poleg sredozemskih elementov tudi vrste, ki izvirajo iz tropskih in subtropskih območij (nekatere iz Amerike) in je v splošnem precej mlada pred približno 3 milijoni let, torej sega šele v pliocen. Vendar pa potrjuje reliktni značaj nekaterih vrst, medtem ko fosilne najdbe iz Sredozemlja, ponekod vse do Srednje Evrope, omogočajo odkritje veliko večjega območja od današnjega. Tako zaradi geološke starosti otokov kot zaradi številnih fosilnih najdb se reliktni značaj Laurisilve zdi povsem verjeten. Današnji gozdovi bi bili torej po svoji ekologiji in obliki podobni nekdanjim gozdovom severneje, ki so bili žrtev podnebnih sprememb, vendar so verjetno le njihov vrstno močno osiromašen ostanek.